# Martin Greif-Rudi
Martin Greif - Rudi, partizanski poveljnik, prvoborec, * 6. november 1918, Zgornji Duplek - 16. januar 1975, Ajdovščina.
Po poklicu je bil kovinostrugar. Leta 1936 je postal član KPJ, deloval med mladino in v delavskih strokovnih organizacijah. V času priprav na oboroženi upor 1941 je bil član vodstva komunistov v Mariboru. Pomembno vlogo je imel pri organizaciji sabotažnih skupin.  
Avgusta 1941 je odšel v partizane v Pohorsko četo in postal njen komandir, nato je bil komandant bataljona. V začetku leta 1942 so ga poslali na Primorsko, kjer je bil komandir Vipavske čete, politični komisar in komandant Gregorčičevega bataljona, politični komisar Soškega odreda in 2. bataljona Primorskega odreda ter komandant Goriške in Gradnikove brigade. Leta 1944 je bil nekaj časa operativni in zvezni oficir pri štabu 9. korpusa, od avgusta 1944 pa komandant mesta Trst, kjer je ilegalno deloval do osvoboditve. Po vojni je opravljal različne politične funkcije in v gospodarstvu, bil mdr. minister za delo v vladi LRS, direktor Tovarne aluminija in glinice v Kidričevem, od 1969 pa predsednik skupščine Občine Ajdovščina. 

## Napredovanja
- rezervni podpolkovnik JLA (?)

## Odlikovanja
- red partizanske zvezde I. stopnje
- red bratstva in enotnosti I. stopnje
- red za hrabrost
- red partizanske zvezde II. stopnje
- red zaslug za ljudstvo II. stopnje
- partizanski križ (Poljska)
- partizanska spomenica 1941